# Danton (película)
Danton es una película franco-polaca de Andrzej Wajda, de 1983, protagonizada por Gérard Depardieu como Georges-Jacques Danton. Es una reinterpretación de la obra teatral El caso Danton, de Stanisława Przybyszewska.

## Sinopsis
La acción se sitúa en París, en la primavera de 1794. Desde septiembre del año anterior, Francia vive bajo el primer régimen del Terror, en el que la facción moderada, los girondinos, sufren la represión jacobina: sus principales líderes son llevados a la guillotina.
El diputado jacobino Danton ha abandonado su retiro en Arcis-sur-Aube y ha regresado a París para defender la paz y la suspensión del Terror. Apoyándose en su popularidad entre las masas parisinas, el respaldo de la Convención Nacional y de varios amigos con influencia en la opinión pública (sobre todo el periodista Camille Desmoulins), desafía a Robespierre y al poderoso Comité de Salvación Pública que este dirige. Danton, presentado como un bon vivant, está implicado en diversos casos de corrupción, entre ellos los de la Compañía de las Indias, pero Robespierre rechaza en principio acusarlo, por temor a la reacción de las clases populares movilizadas durante la Revolución. La ruptura entre Robespierre y Danton se consuma durante una cena a solas, celebrada a petición del primero, en la que se visualizan las discrepancias políticas y la diferencia de caracteres de los dos grandes líderes de la Revolución. Tras su abrupta terminación, el Comité de Salvación Pública, a iniciativa de Robespierre, arresta a Danton y a sus partidarios.
Durante el simulacro de proceso que sigue al arresto de Danton, este emplea su legendaria elocuencia para defender al grupo de acusados y poner contra las cuerdas al Tribunal Revolucionario, representado por el fiscal público Fouquier Tinville. Sin testigos, sin opción de defenderse ni posibilidad de expresarse durante un mínimo tiempo, los dantonistas se dirigen a las masas que asisten al proceso ("¡Pueblo de Francia...!") e intentan implicarlas en su defensa. El Tribunal se sirve entonces de un decreto de la Convención Nacional para excluir a los acusados del debate. El grupo es encarcelado, Desmoulins rechaza la visita de Robespierre, que hace un último intento para evitar la muerte de su amigo, y todos son ejecutados en la Plaza de la Revolución (actual Plaza de la Concordia) de París el 5 de abril de 1794.
Las escenas finales de la película muestran a un Robespierre febril, inquieto y dubitativo, que recuerda la profecía que le hiciera Danton durante su última entrevista. Según ésta, el primero que cayera de los dos arrastraría al otro, y con él haría caer a la propia Revolución.

## Producción
Danton fue una coproducción franco-polaca. La historia está basada en la obra teatral El caso Danton (1929) de Stanisława Przybyszewska, aunque con modificaciones significativas: 
Przybyszewska, comunista romántica y fascinada con la Revolución (y en particular con la figura de Robespierre), describe al Incorruptible como un héroe trágico, mientras que Andrzej Wajda lo convierte en un villano dogmático. La intención de Wajda era hacer un paralelo entre el conflicto Danton-Robespierre y la lucha del sindicato Solidaridad contra el Gobierno comunista polaco. Por esto mismo, Danton y sus aliados son interpretados por actores franceses, en tanto que Robespierre y los miembros del Comité son encarnados por actores polacos y de habla polaca (con sus diálogos doblados al francés). El dantonista Bourdon, personaje interpretado por el polaco Andrzej Seweryn, parece ser la única excepción; sin embargo, este termina traicionando a Danton por miedo a ser ejecutado. Seis años más tarde, Seweryn asumiría el papel del propio Robespierre en la película Historia de una revolución (1989).

## Reparto
- Gérard Depardieu: Danton
- Wojciech Pszoniak: Robespierre
- Anne Álvaro: Éléonore Duplay
- Patrice Chéreau: Camille Desmoulins
- Lucien Melki: Fabre
- Angela Winkler: Lucile Desmoulins
- Serge Merlin: Philippeaux
- Roland Blanche: Lacroix
- Alain Macé: Héron
- Bogusław Linda: Saint-Just
- Roger Planchon: Fouquier-Tinville
- Krzysztof Globisz: Amar
- Marian Kociniak: Lindet
- Stéphane Jobert: Panis
- Jacques Villeret: Westermann
- Wladimir Yordanoff: jefe de la Guardia
- Jean-Loup Wolff: Marie-Jean Hérault de Séchelles
- Emmanuelle Debever: Louison Danton
- Jerzy Trela: Billaud-Varenne
- Czeslaw Wollejko: Vadier
- Franciszek Starowieyski: David
- Erwin Nowiaszek: Collot d'Herbois
- Ronald Guttman: Herman
- Gérard Hardy: Tallien, presidente de la Convención Nacional
- Tadeusz Huk: Couthon
- Marek Kondrat: Barère de Vieuzac
- Bernard Maître: Legendre
- Leonard Pietraszak: Carnot
- Andrzej Seweryn: Bourdon
- Szymon Zaleski: Le Bas

## Premios
- La película recibió en 1983 el premio BAFTA a la mejor película en habla no inglesa.
- El mismo año, la película fue candidata a 8 premios César; resultó finalmente vencedora en la categoría de mejor director.